# Peral de Arlanza (kommun)
Peral de Arlanza är en kommun i Spanien.   Den ligger i provinsen Provincia de Burgos och regionen Kastilien och Leon, i den centrala delen av landet, 190 km norr om huvudstaden Madrid. Antalet invånare är 160.